# Baketuernel
Baketuernel, o Beketurel, va ser una reina egípcia de la XX Dinastia. Era la Gran Esposa Reial de Ramsès IX.

## Tomba
Va ser enterrada a la tomba KV10 de la Vall dels Reis, construïda pel darrer faraó de la XIX Dinastia, l'usurpador Amenmesse. Posteriorment s'hi va redecorar una cambra per a l'ús de Beketuernel. A causa d'aquest fet, s'havia cregut que era l'esposa d'Amenmesse.
Dodson (1987) va argumentar que la redecoració de la tomba KV10 es va fer durant el regnat de Ramsès IX. Schaden i Ertman (1989) van proposar, però, que algunes de les feines a la sala de Baketuerel podrien haver estat realitzades durant el regnat de la reina Tausret. Si fos així, això s'hauria de considerar una cronologia més antiga per a la reina Baketuerel.